# Emmanuel Pottier

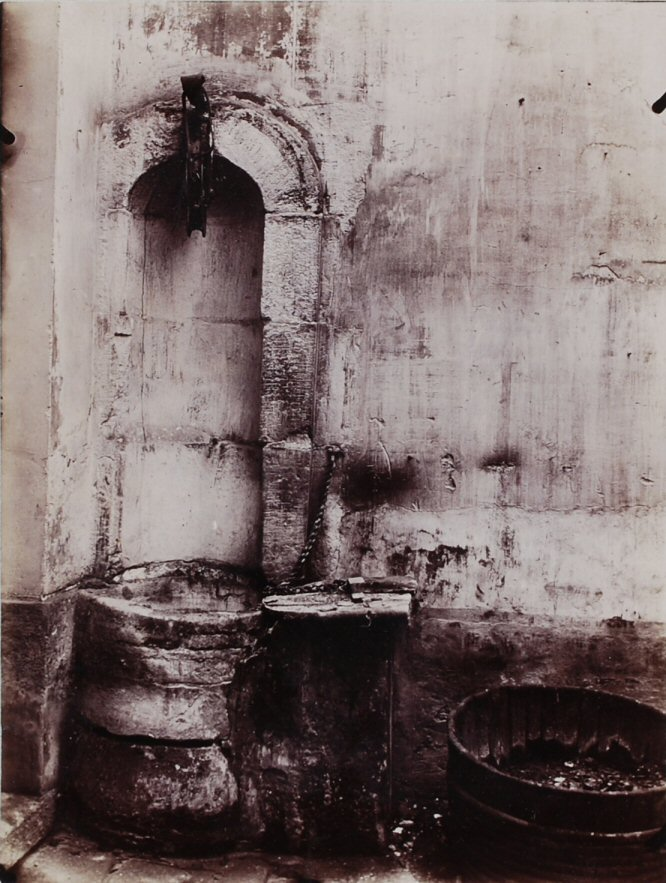
Stará studna, 11 rue de Savoie, Paříž, září 1899, Carnavalet Museum

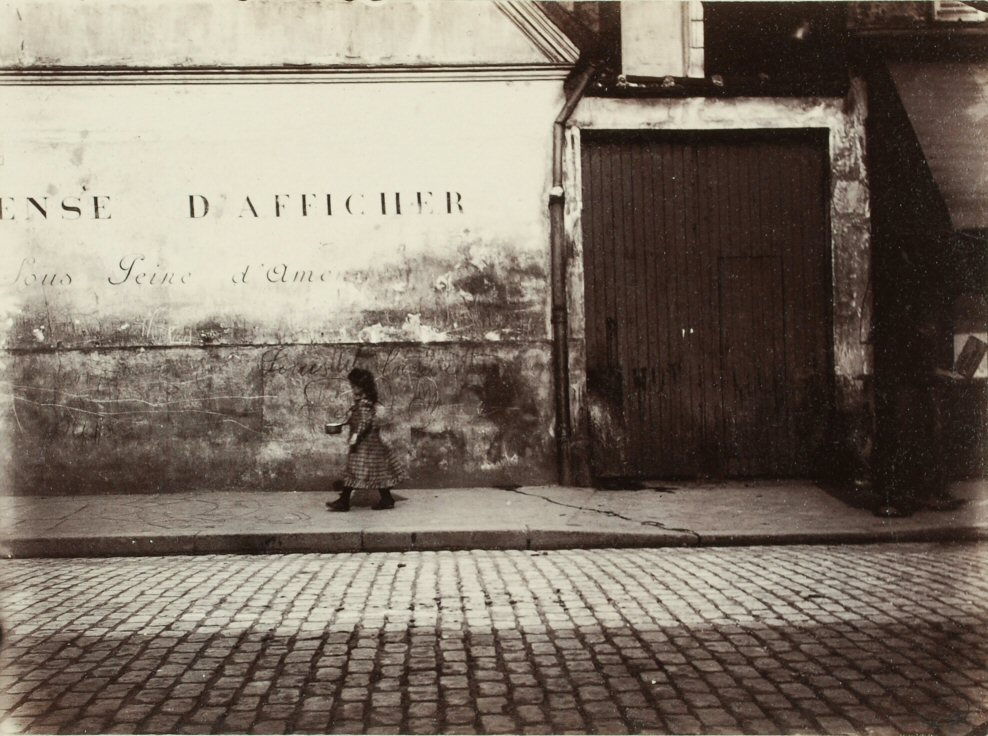
Prezentace gilotiny, 60 rue de la Folie Regnault, Paříž, srpen 1901, Musée Carnavalet

Emmanuel Marie Joseph Léon Pottier (16. prosince 1864, Meslay-du-Maine – 11. března 1921, Paříž) byl francouzský fotograf.

## Životopis
Syn kavárníka zahájil svou kariéru jako pekař a cestoval po Francii a Španělsku až do konce 19. století . Teprve kolem roku 1898 se natrvalo usadil v Paříži.

## Fotografie
Stejně jako Eugène Atget, který je považován za průkopníka dokumentární fotografie, je Pottier jedním z autorů, kteří vytvořili důležitou ikonografii o dědictví hlavního města. Zařadil se mezi fotografy, kteří od roku 1898 působili v Komisi staré Paříže: Ferdinand Roux, Union Photographique Française, Jean Barry, Henri Godefroy, Berthaud Frères, Albert Brichaut... Nadšení bylo takové, že tato instituce pořádala v letech 1903–1907 soutěže se značným úspěchem.
Od roku 1899 získalo muzeum Carnavalet první sérii fotografií. Témata, ať už malebná stará Paříž nebo dekorativní vzory, byla podobná Atgetovým. Pottier publikoval tato díla v pohlednicích se zmínkou Collection du Vieux Paris Pittoresque & Artistique, v době, kdy byly pohlednice na vzestupu. Následně tyto fotografie nabídl Historické knihovně města Paříže.

## Galerie

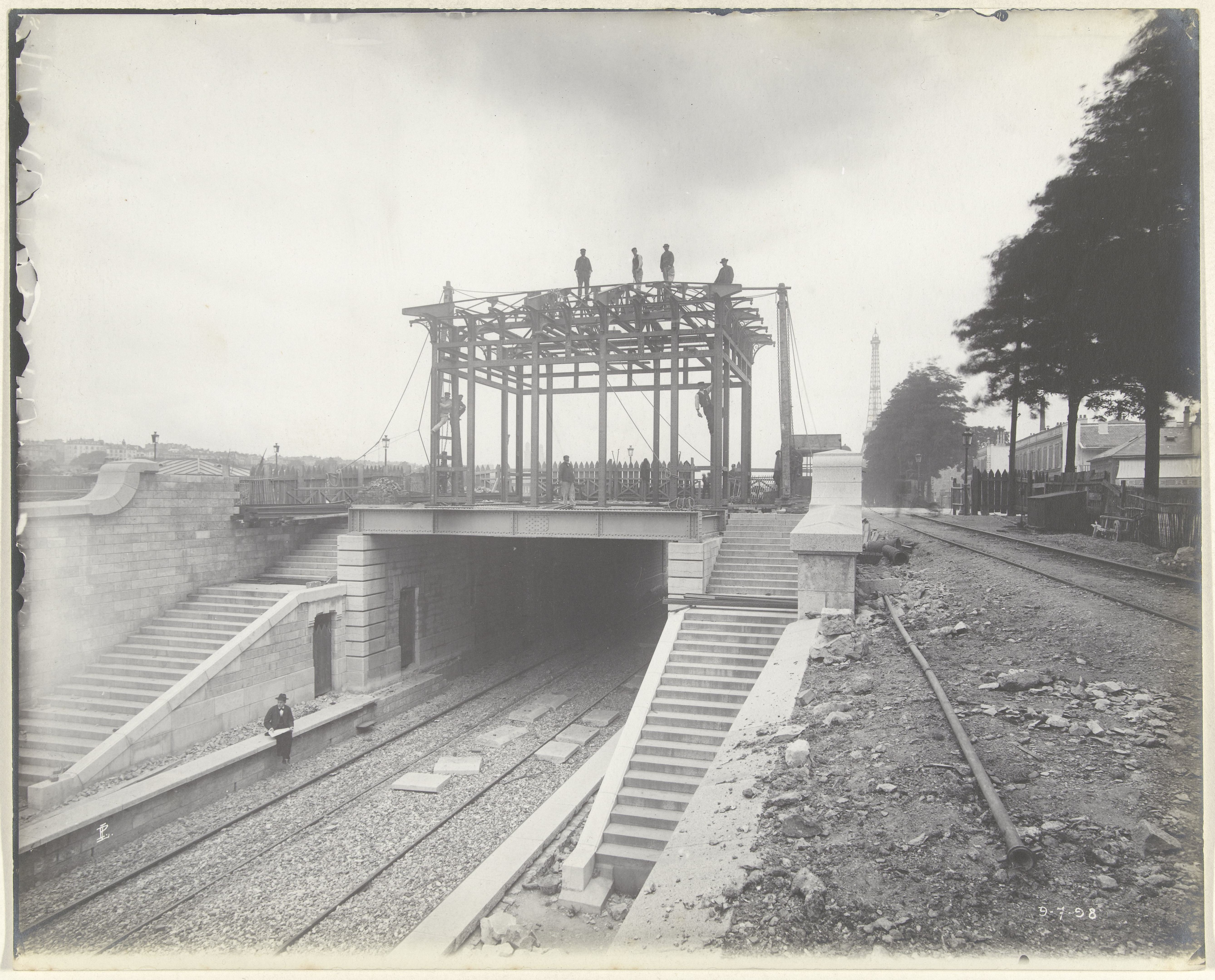
Stavba metra v Paříži s Eiffelovou věží v pozadí
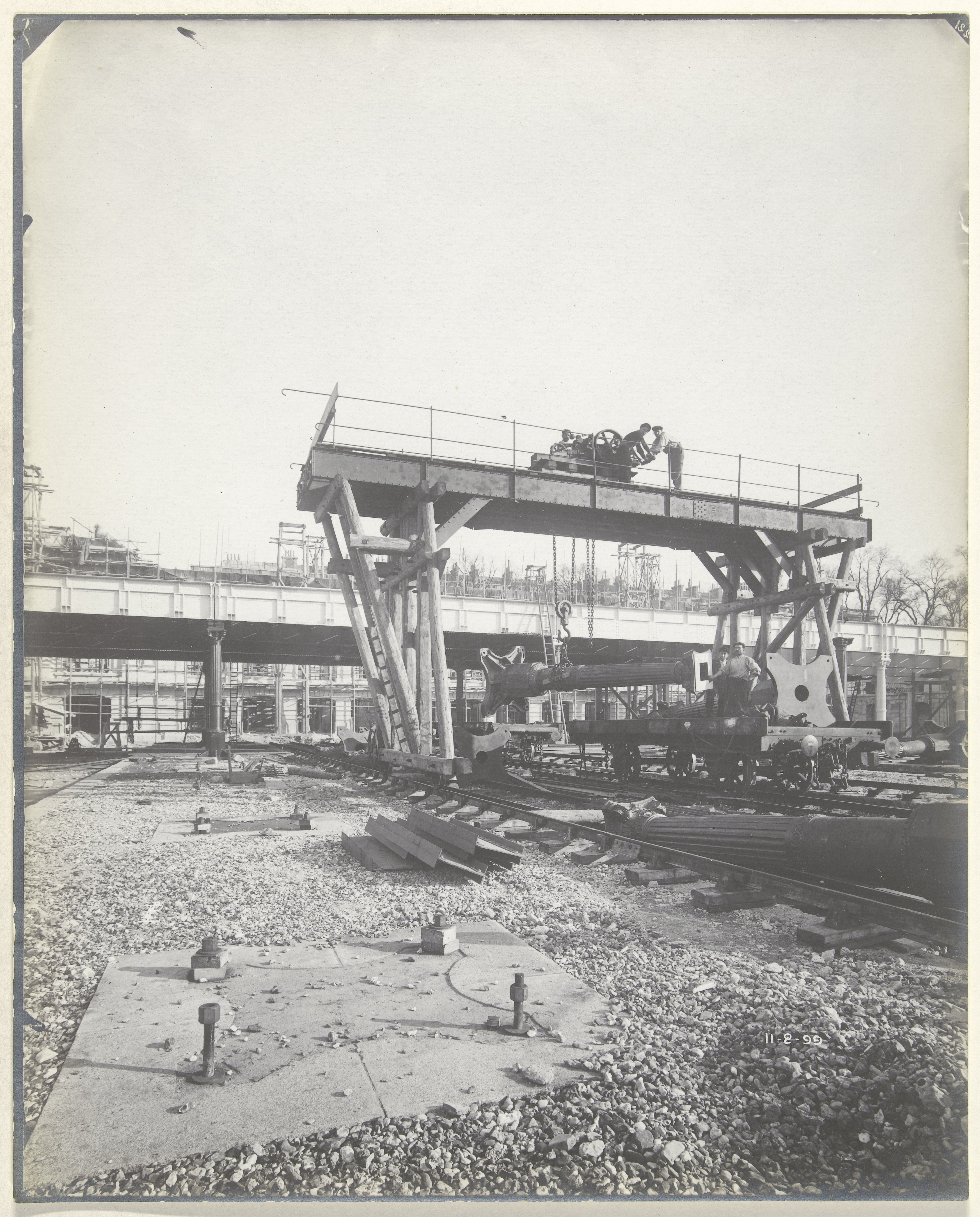
Stavba metra v Paříži, dělníci na staveništi
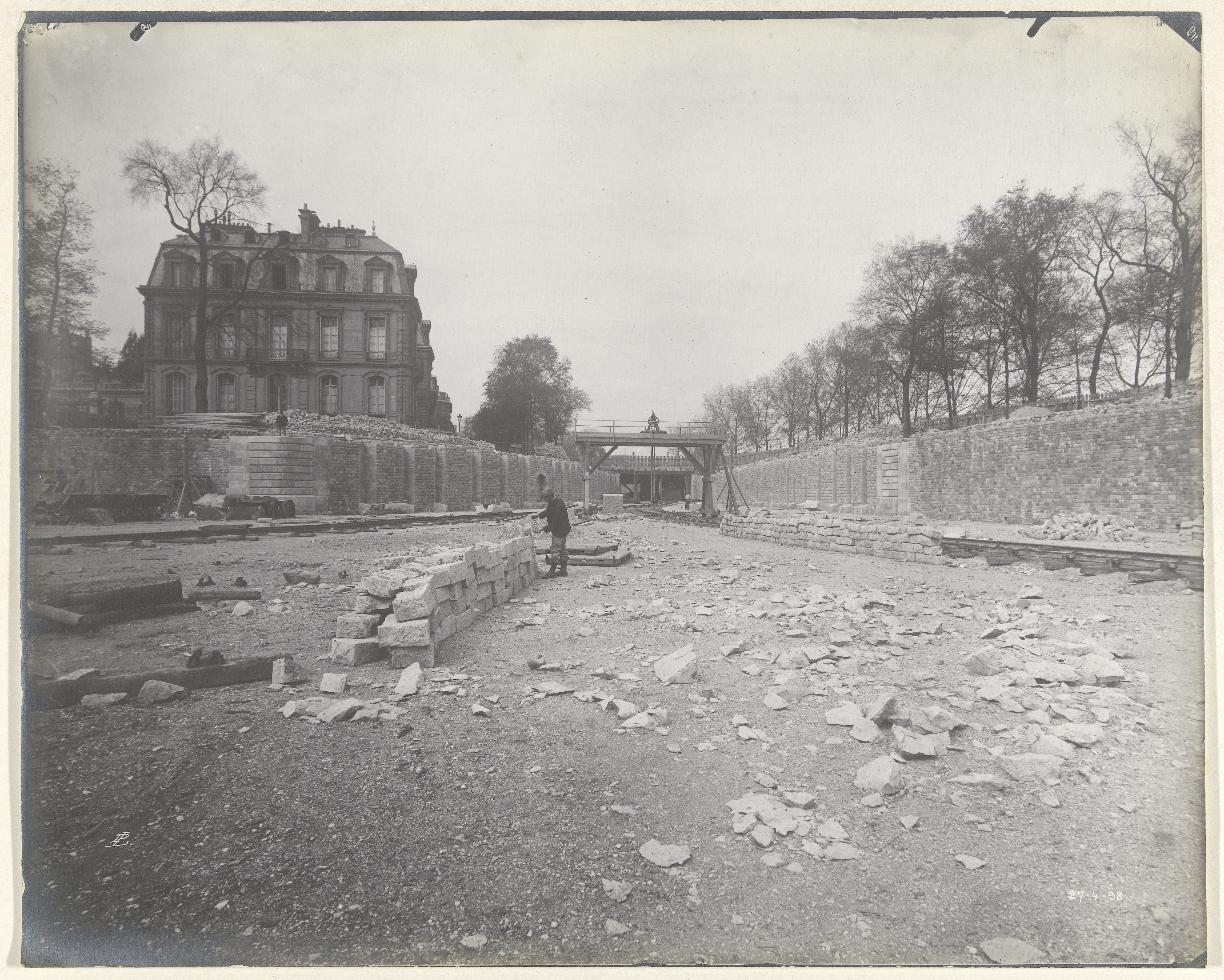
Stavba pařížského metra, viadukt s pracovníky na lešení
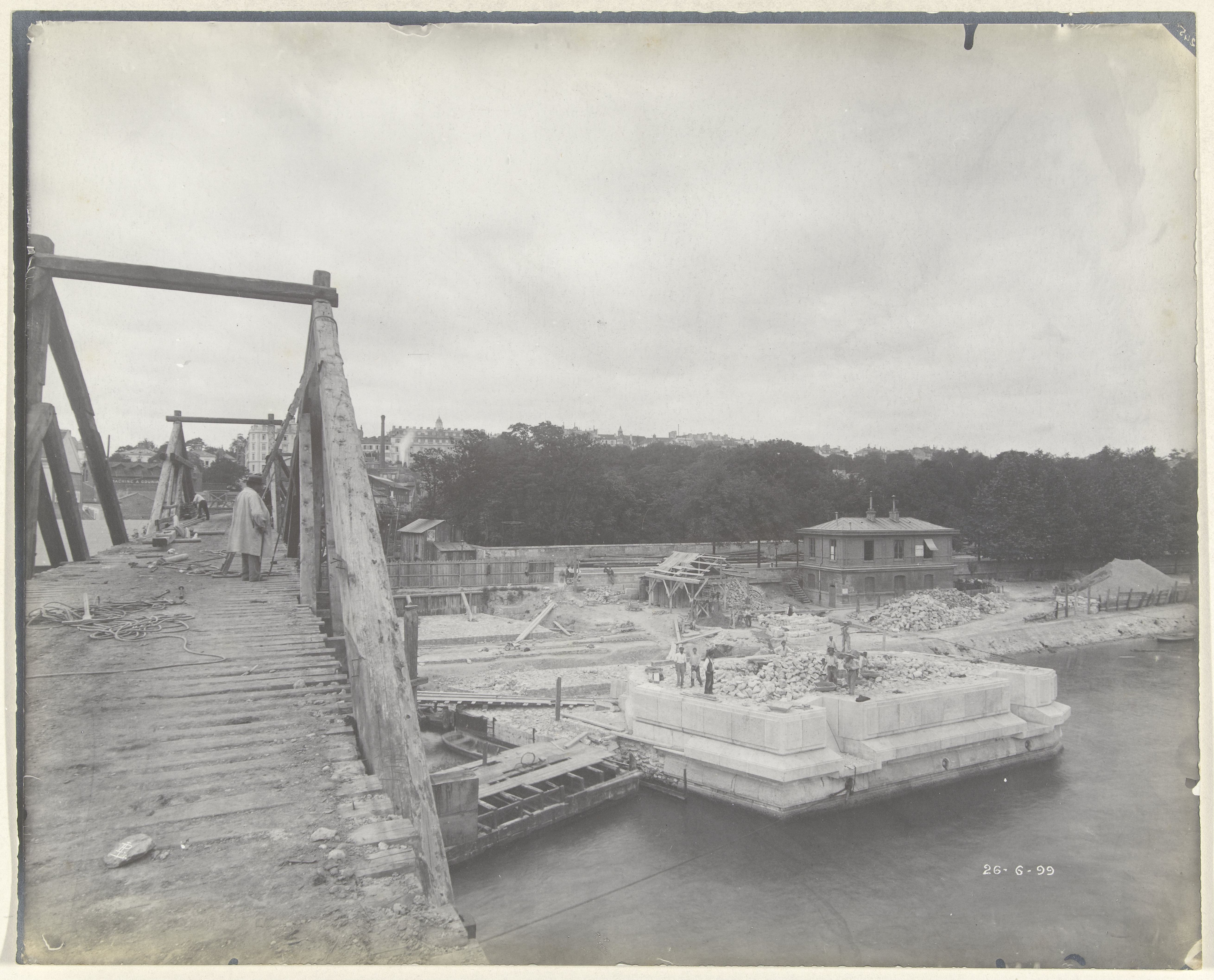
Stavba mostu Pont Rouelle v Paříži, dřevěný most přes Seinu
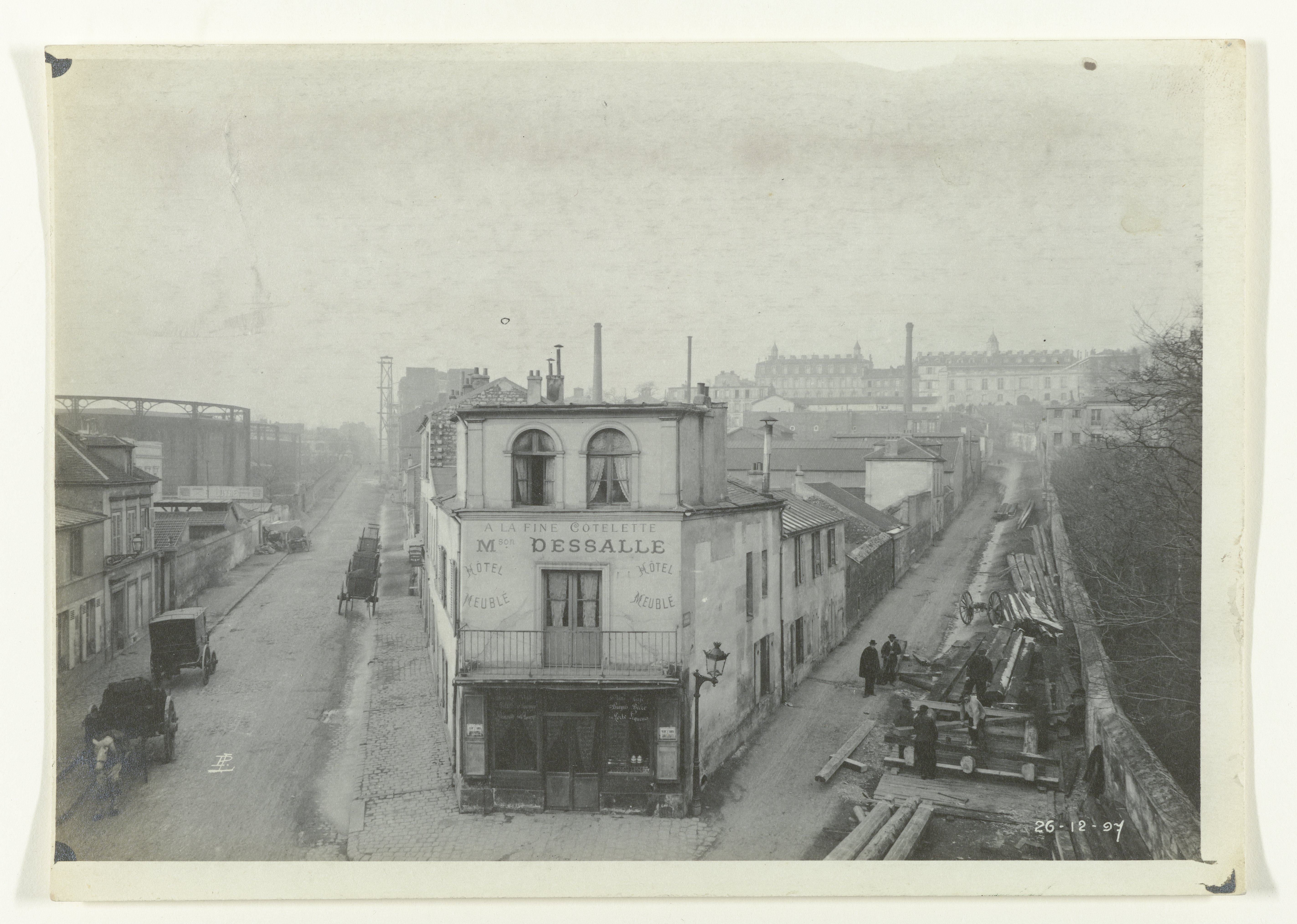
Při stavbě pařížského metra bylo třeba zbourat ulice